# خلن بوكا
خلن بوكا هو برنامج كاميرا خفية تلفزيوني كوميدي عرض على قناة البغدادية من سنة 2003 إلى سنة 2009 وكان من تقديم علي الخالدي، وقد كان يشير اسم البرنامج إلى معتقل بوكا في البصرة وألذي كان تحت سيطرة القوات الأمريكية. كان هذا البرنامج يقوم بعمل المقالب على الفنانين والممثلين العراقيين وكان من أشهرهم الممثلة أسيا كمال وجاسم شرف وغيرهم.